# 奈良県立吉野高等学校
奈良県立吉野高等学校（ならけんりつ よしのこうとうがっこう）は、奈良県吉野郡吉野町に所在した県立の高等学校。

## 概要
1902年（明治35年）創立吉野林業高等学校と1904年（明治37年）創立の吉野工業高等学校（いずれも新制後の名称。創立時は旧制）が1978年（昭和53年）に統合したもの。校舎は北側を吉野川、南側を山並みに挟まれており、北岸から望むことができる。
校章は、「高」の字を配した吉野群山と大空に伸びる吉野杉とを表す山形、吉野山の山桜を表す桜の花びら、吉野川の清流を表現してい３本の曲線を組み合わせたものを採用している。
大学進学率は20%前後で、大半が就職する。
最寄り駅は近鉄吉野線の大和上市駅および吉野神宮駅。
奈良県教育委員会が策定した県立高等学校適正化実施計画により、2021年4月に奈良県立大淀高等学校と統合され、普通科・情報科・総合学科を有する奈良県立奈良南高等学校が開校した。統合校は両校の校地を使用し、森林管理や土木工学などの授業は吉野校舎にて実施されている。

## 設置学科
募集は3学科くくり募集を行っている。
- 農業科
  - 森林科学科
- 工業科
  - 土木工学科
  - 建築工学科

## 沿革
- 1902年 - 奈良県立農林学校（のちの奈良県立吉野林業高等学校）開校。
- 1904年 - 吉野実業学校（のちの奈良県立工業高等学校）開校。
- 1978年4月1日 - 奈良県立吉野林業高等学校と奈良県立工業高等学校が統合して現在の奈良県立吉野高等学校が開校。
- 1980年 - 川上校舎（旧奈良県立吉野林業高等学校）と吉野校舎（旧奈良県立工業高等学校）を統合。新校舎落成。
- 2005年4月1日 - 学科名を改称。
- 2017年 - 本年度募集から農業・工業科としてくくり募集となる。
- 2021年4月1日- 奈良県立大淀高等学校と統合され、奈良県立奈良南高等学校が開校。
- 2023年
  - 3月1日 - 閉校式を敢行[1]。
  - 3月31日 - 閉校

## 主な卒業生
- 安田知生 - 元ラグビー選手。元NECグリーンロケッツ。